# مطر خليفة
مطر خليفة، لاعب كرة قدم عماني سابق. لعب مع نادي صور العماني. ومع منتخب عمان لكرة القدم.

## كأس الخليج 1990
سجل هدف في مرمى منتخب الكويت لكرة القدم، وهو أول لاعب عماني يسجل هدف في مرمى منتخب الكويت لكرة القدم في دورات كأس الخليج.

## بعد الاعتزال
عين في 23 يونيو 2007 مدربا لناشئي نادي صور العماني لموسم 2007/2008.